# Louis de la Cerda
Pour les articles homonymes, voir De la Cerda.
Louis de la Cerda, dit « Louis d'Espagne », né vers 1291 et mort le 5 juillet 1348 à la Lamotte-du-Rhône, fils cadet de l'infant de Castille Alphonse le Déshérité, installé en France au début du XIVe siècle, est fait comte de Clermont, comte de Talmont et d'Oléron, puis nommé amiral de France par le roi Philippe VI de Valois (1341). En 1344, il se lance dans un projet de conquête des îles Canaries (appelées « îles Fortunées »).

## Biographie

### Origines familiales
Il est le troisième fils d'Alphonse de la Cerda (1270-1333), lui-même fils de Ferdinand et petit-fils en ligne aînée masculine du roi Alphonse X (1221-1284). Son propre père Ferdinand de la Cerda étant mort en 1275, Alphonse de la Cerda, héritier présomptif, est spolié de la couronne de Castille par son oncle Sanche IV.
Alphonse quitte la Castille pour l'Aragon vers 1290, puis part en France en 1303.
La mère de Louis de la Cerda, épouse d'Alphonse, est Mathilde de Brienne d'Eu.
Louis de La Cerda est aussi l'arrière-petit-fils du roi de France Louis IX par sa grand-mère paternelle Blanche de France. 

### Au service du roi de CastilleAlphonseXI
Il sert d'abord son cousin issu de germain Alphonse XI (1311-1350 ; fils de Ferdinand IV et petit-fils de Sanche IV) quand celui-ci, devenu roi au berceau dès 1312, prend effectivement en main le royaume en 1325. 
Louis de la Cerda participe à la guerre de Gibraltar contre les Mérinides.

### Au service du roi de FrancePhilippeVI
Il passe ensuite au service du roi Philippe VI, le premier de la maison de Valois (1328).
Ce dernier le fait comte de Clermont, de Talmont et de l'ile d'Oléron en 1339,.
Il le nomme amiral de France le 13 mars 1341, en remplacement de Hugues Quiéret, tué lors du désastre naval de l’Écluse, le 23 juin 1340. En nommant amiral de France, maître de deux places maritimes stratégiques situées en Saintonge, tout près de la Guyenne et de Bordeaux (fief de France tenu par Édouard III, la Guyenne est la dernière possession des Plantagenêt encore tenue par le roi d'Angleterre), alors que commence (1337) le long conflit appelé ensuite « guerre de Cent Ans » (1337-1453), le roi montre l'importance qu'il accorde à la défense de ces places. 
Louis de la Cerda démissionne cependant de sa charge d'amiral le 28 décembre 1341[pas clair]. Aux côtés des Français, il se distingue sur les champs de bataille en combattant les Anglais au début la guerre de Cent Ans. Selon Froissart et Jean le Bel, c'est un guerrier cruel et rancunier, au point de vouloir faire exécuter des otages. Ses troupes assiègent et saccagent Guérande en 1342.

### Mariages et descendance
En 1306, il épouse à Séville Léonor Pérez de Guzmán († 1341), fille d'Alonso Pérez de Guzmán (1256-1309). De ce mariage sont issus huit enfants, notamment :
- Isabelle (1329-1383), épouse de Bernard de Béarn (?-1381), fils de Gaston III de Foix-Béarn (« Gaston Phébus ») ; Bernard de Béarn est le premier comte de Medinaceli (1369).

En mars 1346, il épouse en secondes noces Guyotte d'Uzès, fille du vicomte Robert Ier d'Uzès.

### Prince des îles Fortunées
Ayant amassé une grande fortune, il décide de conquérir les Îles Canaries. Le 15 novembre 1344, le pape Clément VI le nomme « prince de Fortunie », par sa bulle Tue devotionis sinceritas, en échange d'une rente de 400 florins d'or par an. Il obtient la souveraineté sur les onze iles avec des indulgences accordées à tous ceux qui participeront à l'expédition de conquête. Le poète Petrarque relate la cérémonie.
Cette désignation et les droits attachés sont contestés le 12 février 1345 par le roi Alphonse IV de Portugal, comme par le roi de Castille Alphonse XI.
Louis de La Cerda rencontre des difficultés pour faire construire les vaisseaux de sa flotte. Il est probable qu'il ne met jamais le pied aux Canaries. Un de ses lieutenants aurait toutefois débarqué à Lanzarote (Lancerotte), sans pouvoir s'y maintenir.

### Mort et funérailles
Le 30 juin 1348, malade il rédige son testament.

### Sources et bibliographie
- Georges Daumet, « Louis de la Cerda ou d'Espagne », Bulletin hispanique, nos 15-1,‎ 1913, p. 38-67 (lire en ligne, consulté le 31 mars 2018).
- Portrait de Louis de la Cerda d'Espagne, comte de Talmont  (mort en 1348)  amiral en 1341,Versailles, châteaux de Versailles et de Trianon